# Kościół Najświętszej Maryi Panny Królowej Polski w Sieradzu
Kościół Najświętszej Maryi Panny Królowej Polski w Sieradzu – rzymskokatolicki kościół parafialny należący do parafii pod tym samym wezwaniem (dekanat sieradzki I diecezji włocławskiej).

## Historia
Świątynia zawdzięcza swoje powstanie księdzu Aleksandrowi Brzezińskiemu, który po uruchomieniu w 1922 roku na Brzezinach Zakładów Graficznych zgłasza biskupowi włocławskiemu zamiar wybudowania ze swoich prywatnych funduszów świątyni (ksiądz Brzeziński otrzymał w spadku od swej ciotki Izabeli Stajnowej kilkanaście tysięcy rubli) dla potrzeb wychowanków i zatrudnionych pracowników. Chciał on również w ten sposób podziękować Opatrzności Bożej za cudowne ocalenie przed rozstrzelaniem przez Niemców podczas ich rozbrajania w Sieradzu w listopadzie 1918 roku. Świątynia została zbudowana w 1922 roku i poświęcona została w dniu 14 maja 1924 roku przez biskupa włocławskiego Władysława Krynickiego. Doroczny odpust został ustanowiony na dzień 3 maja. Msze święte odprawiane były tylko w święta i niedziele, oprócz tego nabożeństwa majowe i różańcowe. Co roku ubierany był żłobek i Grób Pański. Urządzane były również zamknięte rekolekcje. W testamencie z 30 września 1939 roku fundator życzył sobie, by zwłoki jego zostały pochowane pod tą świątynią, co się też stało, ale dopiero w 60 lat po jego śmierci.
Świątynia powstała jako mała jednonawowa budowla z węższym i niższym prezbiterium, od którego odchodziły dwie wnęki na kaplice oraz małą, również niższą od nawy, kruchtą. Na dwuspadowym, pokrytym dachówką dachu znajdowała się okazała wieżyczka na sygnaturkę. Na chórze była umieszczona fisharmonia, natomiast w nawie – dwa rzędy ławek. We wnękach zewnętrznych znajdowały się metalowe figury Matki Boskiej i Jezusa.
W 1975 roku biskup Jan Zaręba utworzył przy świątyni ośrodek duszpasterski z księdzem administratorem – Zdzisławem Ossowskim, parafia została zatwierdzona w dniu 3 maja 1981 roku, czyli w uroczystość Matki Bożej Królowej Polski.
W 1989 roku rozpoczęto rozbudowę świątyni według projektu inżynier architekt Małgorzaty Porowskiej – Leśniak. Dotychczasowa nawa została przekształcona w prezbiterium i dobudowana do niego została nowa nawa, ołtarz główny został umieszczony na miejscu dawnej kaplicy grobowej. Dawne prezbiterium zostało przekształcone na zakrystię, z kolei kruchta na kaplicę przedpogrzebową. Na nowo zostało urządzone wnętrze świątyni. Jego wykonawcami byli: Marek Sitarski (rzeźba Chrystusa Ukrzyżowanego), Tomasz Sęk i Andrzej Bender (kaplica Najświętszego Sakramentu), Elżbieta i Andrzej Bednarscy (projekt i wykonanie witraży). Po tej przebudowie świątynia została konsekrowana przez biskupa włocławskiego Bronisława Dembowskiego w dniu 3 maja 1998 roku.